# 田中耕太郎 (海軍軍人)

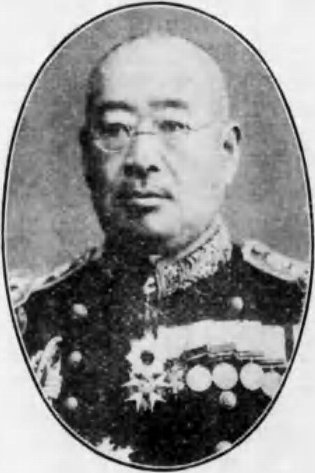
田中耕太郎

田中 耕太郎（たなか こうたろう、1868年4月18日（慶応4年3月26日） - 1939年（昭和14年）11月9日）は、日本の海軍軍人、最終階級は海軍中将。

## 人物
丹波国多紀郡篠山（現在の兵庫県丹波篠山市）出身。1890年（明治23年）、海軍兵学校を卒業。日清戦争では『扶桑』に乗り組み従軍した。1900年（明治33年）にロシアに留学を命じられ、その後軍令部に勤務した。1909年（明治42年）に在ロシア大使館附武官に就任。1914年（大正3年）からは馬公要港部参謀長、海軍大学校教官、軍令部第三班課長を歴任した。1919年（大正8年）より浦塩派遣軍附となった。
海軍随一のロシア通であったが、帝政ロシアの没落とともに1923年（大正12年）に予備役に編入された。その後、1928年（昭和3年）に後備役となり、1933年（昭和8年）に退役となった。

## 家族
長男・一穂の岳父に置塩章

## 栄典
位階
- 1896年（明治29年）2月10日 - 従七位[4]
- 1898年（明治31年）3月8日 - 正七位[5]
- 1901年（明治34年）4月20日 - 従六位[6]
- 1905年（明治38年）9月12日 - 正六位[7]
- 1910年（明治43年）10月21日 - 従五位[8]
- 1915年（大正4年）11月11日 - 正五位[9]
- 1920年（大正9年）12月10日 - 従四位[10]
- 1923年（大正12年）4月30日 - 正四位[11]

勲章等
- 1895年（明治28年）11月18日 - 明治二十七八年従軍記章[12]
- 1901年（明治34年）11月30日 - 勲五等瑞宝章[13]
- 1902年（明治35年）5月10日 - 明治三十三年従軍記章[14]
- 1906年（明治39年）4月1日 - 功四級金鵄勲章・勲四等旭日小綬章・明治三十七八年従軍記章[15]
- 1915年（大正4年）11月7日 - 旭日中綬章・大正三四年従軍記章[16]